# Sabove, Novoarhanhelsk
Sabove (în ucraineană Сабове) este un sat în comuna Mareanivka din raionul Novoarhanhelsk, regiunea Kirovohrad, Ucraina.

## Demografie
Componența lingvistică a localității Sabove
     Ucraineană (93,62%)
     Rusă (4,26%)
     Română (2,13%)
Conform recensământului din 2001, majoritatea populației localității Sabove era vorbitoare de ucraineană (93,62%), existând în minoritate și vorbitori de rusă (4,26%) și română (2,13%).